# 복사조도
복사조도(輻射照度, 영어: irradiance) 또는 방사조도(放射照度)는 방사선 측정에서 단위 면적당 표면에서 받는 방사속이다. 복사조도의 SI 단위는 평방 미터당 와트(W⋅m−2 or W/m2)이다. CGS 단위 초당 제곱센티미터당 erg(erg⋅cm−2⋅s−1)는 천문학에서 자주 사용된다. 복사조도는 흔히 세기(intensity)라고 부르지만 방사선 측정법에서는 이러한 용법이 방사 강도(복사의 세기)와 혼동되기 때문에 이 용어를 사용하지 않는다. 천체물리학에서는 방사조도를 복사속(radiant flux)이라고 한다.
스펙트럼 방사조도(Spectral irradiance)는 스펙트럼이 주파수 또는 파장의 함수로 간주되는지 여부에 따라 단위 주파수 또는 파장당 표면의 방사조도이다. 두 가지 형태는 서로 다른 치수와 단위를 가진다. 주파수 스펙트럼의 스펙트럼 방사조도는 헤르츠당 제곱미터당 와트(W⋅m−2⋅Hz−1)로 측정되는 반면, 파장 스펙트럼의 스펙트럼 방사조도는 제곱미터당 와트로 측정된다. 미터당(W⋅m−3) 또는 더 일반적으로 나노미터당 평방 미터당 와트(W⋅m−2⋅nm−1)이다.

## 같이 보기
- 반사율
- 조도 (광학)
- 한낮
- 슈테판-볼츠만 법칙